# Konästesier
Konästesier är abnorma kognitiva upplevelser av kroppen, en onormal uppmärksamhet på förnimmelser av sin kropp och dess organ. Konästesier förekommer i varianter av schizofreni och i andra psykiska störningar.
Med konästesi avses en avvikande uppmärksamhetsnivå på kroppsfunktioner och sinnesorgan, utan att uppmärksamheten kan förklaras av ett faktiskt somatiskt problem. Ordet kan härledas till Aristoteles som såg kroppsmedvetenheten (koinon aistheterion) som ett särskilt sinne, skilt från de fem sinnenas förnimmelser av stimuli. Ordet coenesthesia introducerades i den moderna fysiologin av Johann Christian Reil för själens och kroppens informationsprocesser, det vill säga själens medvetandegörelse av kroppens tillstånd och kroppens signaler till medvetandet. För Reil hade konästesierna till syfte att driva fram handling och begär. Oäkta konästesiska förnimmelser ansåg han vara illusioner.
Illusoriska konästesiska förnimmelser ansågs av den tidiga psykoanalysen ligga till grund för hysteri (somatisering) och drömmars innehåll. Sigmund Freud ansåg att konästesier orsakade både hallucinationer och sinnesupplevelser i drömmar. Konästesier började därefter att betraktas som någonting patologiskt; konästesier kom att beteckna omotiverade iakttagelser av yttre eller inre sinnesförnimmelser.
Konästesier har ibland ansetts vara ett huvudsymtom vid alla slags psykoser, men har ibland setts som en särskild form av schizofreni. I ICD-10 nämns cenesthopathic schizophrenia som en variant av F20.8 Övriga schizofrenier. Konästesier kan också ses som ett mer eller mindre framträdande symtom vid hypokondri och andra somatoforma störningar, samt förekomma sporadiskt vid affektiva störningar, neuroser, drogpåverkan, vissa neurologiska sjukdomar och infektionssjukdomar.
Med konästesier kan en allmän eller lokal smärta eller svaghetskänsla följa, en felaktig föreställning om att den kroppsdel som tilldrar sig uppmärksamheten inte fungerar som den ska. Denna upplevelse kallas bara konästesi om upplevelsen saknar somatisk etiologi. Sådana konästesier kan innefatta vissa upplevelser under aura vid migrän.